# Kroning van Napoleon

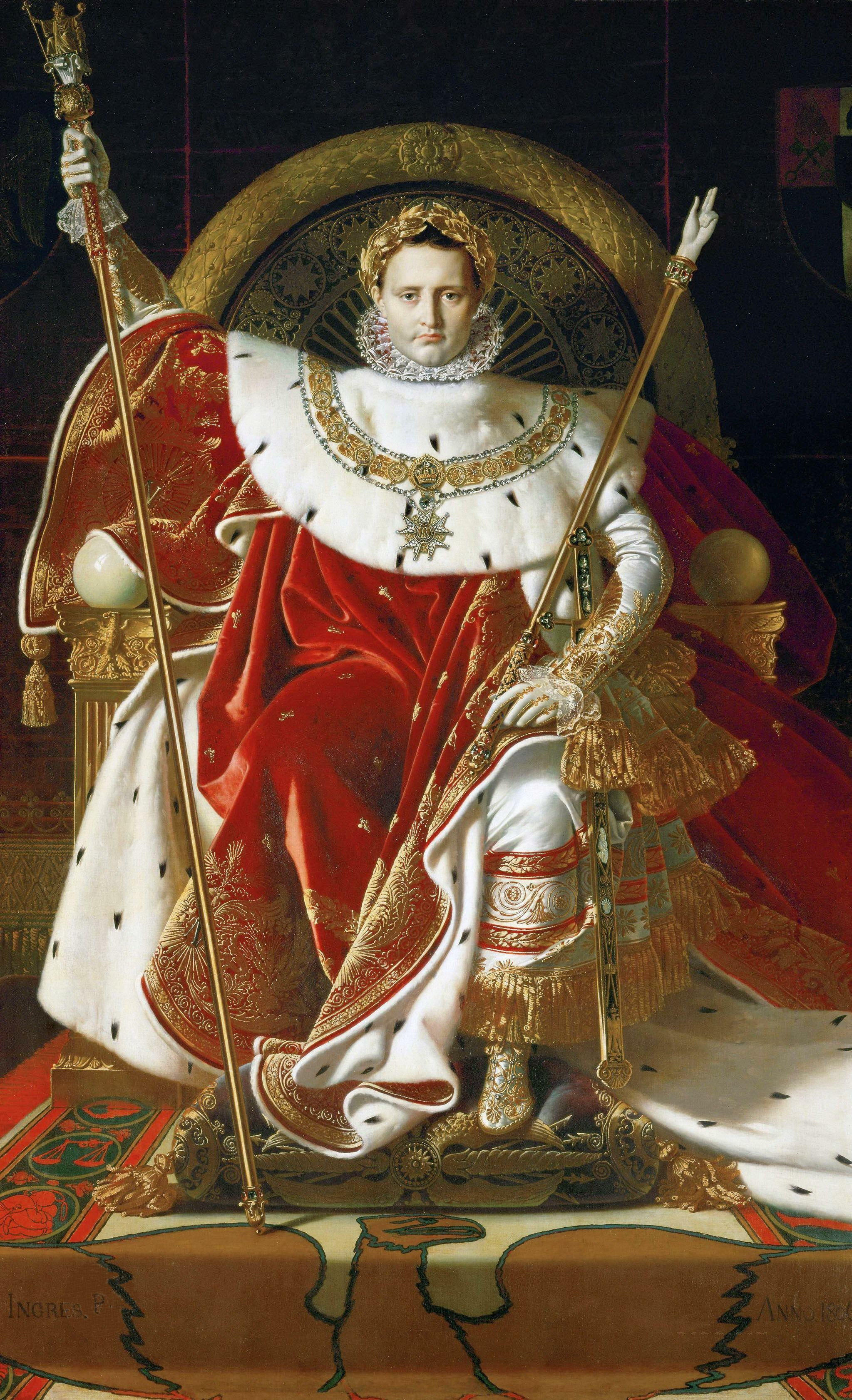
Napoleon op zijn keizerlijke troon en bijbehorende attributen, geschilderd door Jean-Auguste-Dominique Ingres (1806).

De kroning van Napoleon Bonaparte als keizer van Frankrijk vond plaats op 2 december 1804 in de Notre-Dame van Parijs en geschiedde in de aanwezigheid van paus Pius VII. De totale kosten van de kroning bedroeg 8,5 miljoen frank. Deze gebeurtenis was de grootste ceremonie uit de periode van het keizerrijk en het Consulaat. Slechts de republikeinse feesten zoals het Feest van de Federatie waren groter.

## Achtergrond
Napoleon Bonaparte greep in 1799 de macht in Frankrijk met de staatsgreep van 18 Brumaire en kreeg de benoeming van eerste consul. Drie jaar later wist Napoleon zich tot eerste consul voor het leven te laten benoemen. In mei 1803 hervatten de Britten de vijandelijkheden tegen Frankrijk. Koning George III verklaarde dat hij nog altijd de Bourbons steunde en dit niet zou verzaken. De strijd tussen de Britten en Napoleon Bonaparte nam steeds meer de vorm aan van een persoonlijk vendetta en in een poging deze moreel te rechtvaardigen betitelden ze Napoleon ook als een "usurpator".

### De Grote Samenzwering
In het najaar van 1803 arresteerde de Franse politie een aantal royalisten die het plan hadden om Napoleon te vermoorden. Bij dit complot, ook bekend als de Grote Samenzwering, waren de Franse generaals Georges Cadoudal, Jean-Charles Pichegru en Jean Victor Marie Moreau in enige mate betrokken. De politie pakte de hoofdrolspelers op en in totaal zette ze veertig mensen in de gevangenis.
Het complot bereikte een hoogtepunt toen Napoleon de Bourbonprins de hertog van Enghien van betrokkenheid verdacht. Hij gaf aan Michel Ordoner het bevel om de prins in het over de grens gelegen Ettenheim op te pakken en naar Parijs over te brengen. In de nacht van 14 op 15 maart konden de Fransen de hertog gevangen nemen. De Franse soldaten brachten hem over naar het Kasteel van Vincennes. In een showproces bevonden de rechters de hertog schuldig, ondanks dat er geen bewijzen waren voor de deelname van Enghien aan het complot. Nog dezelfde dag executeerde een vuurpeloton de Bourbonprins.

### Legitimiteit
De aanslagplegers hadden met de moord op Napoleon een nieuwe dictatuur in Frankrijk willen vestigen, onder de leiding van Moreau, met als uitgangspunt de terugkeer van de Bourbontelg Karel Ferdinand van Berry. Door de mislukte aanslag bestond de vrees dat Frankrijk hun eerste consul zou kunnen verliezen. Ook de Emigré-edelen die in de loop der jaren waren teruggekeerd naar Frankrijk steunden het leiderschap van Napoleon. Zij zagen in hem de ideale oplossing over de vraag hoe de ideologische kloof tussen een monarchie en de soevereiniteit van het volk overbrugd kon worden. Zo groeide ook de wens om het gezag van Napoleon permanent en erfelijk te maken.

Consul voor één termijn? Dan is een coup voldoende. Consul voor het leven? Dan is er maar een moordenaar nodig. Hij gebruikte erfelijke opvolging als schild. Hem vermoorden zou daardoor niet meer afdoende zijn; je zou de hele staat omver moeten werpen.
— Hugues-Bernard Maret

## Geboorte van het keizerrijk

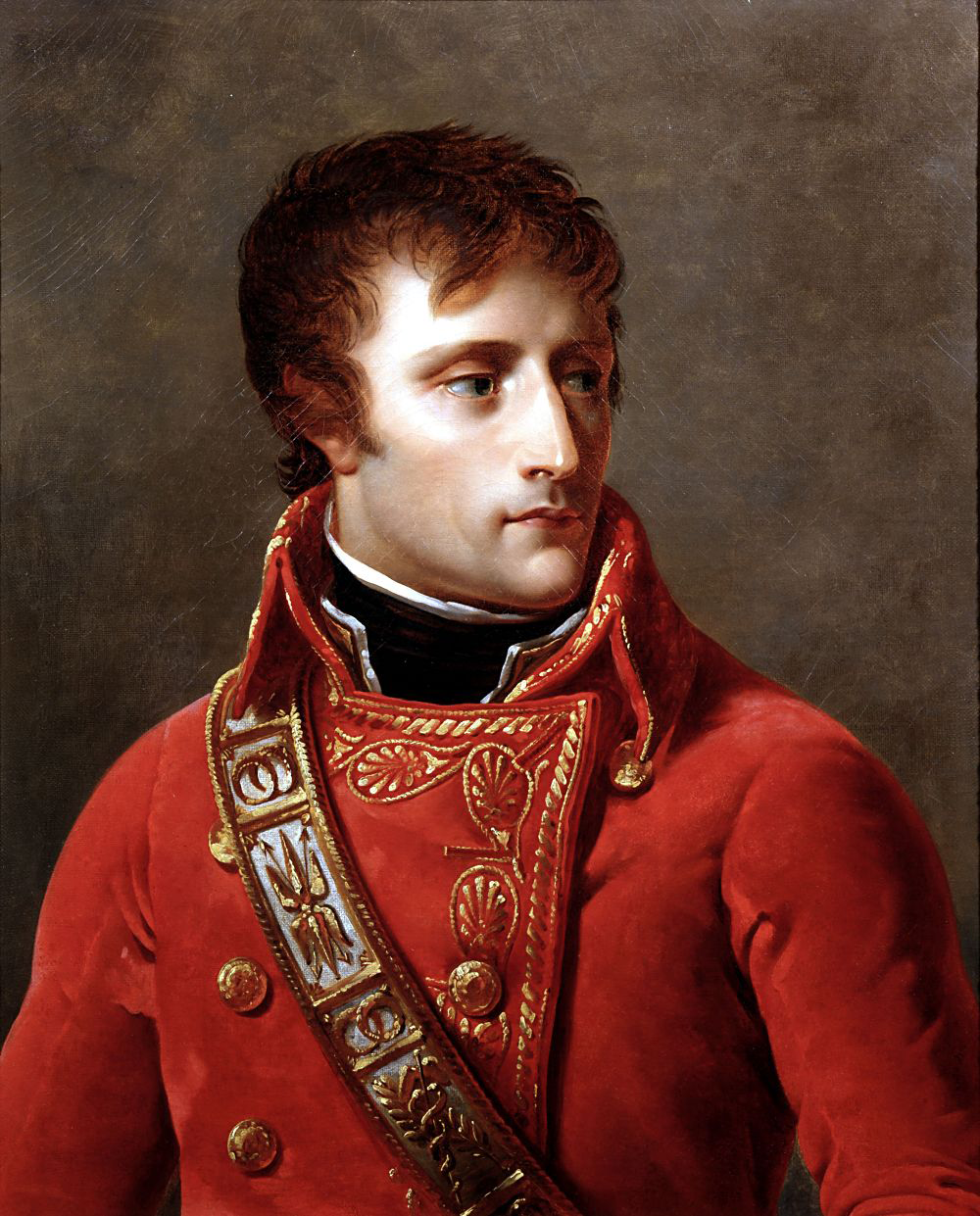
Napoleon als Eerste Consul, detail van een schilderij van Antoine-Jean Gros (ca. 1802).

Op 13 april 1804 boog de Raad van State zich over de vraag of Napoleon keizer moest worden. Volgens hen was elke andere titel ongepast, want na de executie van Lodewijk XVI van Frankrijk was gezegd dat hij de "laatste der koningen" was. De grootte en de kracht van de Franse Republiek werden vergeleken met de rijken van Caesar en Karel de Grote en daardoor lag de titel van keizer voor de hand. Op 30 april stemde het Tribunaat in met het uitroepen van het Eerste Franse Keizerrijk. Op 4 mei bezocht een delegatie van de Senaat Napoleon die hem vertelde dat de omstandigheden vereisten dat hij de functie van erfelijk keizer op zich nam. Hierbij stelden ze enkele voorwaarden: de vrijheid en gelijkheid van het volk mochten niet in gevaar komen en hun soevereiniteit moest gewaarborgd blijven.
Vele Europese staten erkenden de bevordering van Napoleon tot keizer. Alleen Groot-Brittannië, Zweden en Rusland erkenden deze niet. In reactie op de keizersbenoeming van Napoleon riep Frans II van Oostenrijk zich uit tot keizer van Oostenrijk en vroeg hierbij Napoleon om zijn goedkeuring.
Napoleon stond er op dat de verandering van de staatsvorm niet konden worden goedgekeurd zonder een volksstemming. Bij deze stemming stemde het Franse volk alleen over de erfopvolging van de troon en niet de benoeming van Napoleon tot keizer zelf. Het referendum kende een opkomst van 35 procent en hierbij stemden 3.572.329 mensen voor en 2569 mensen tegen. Al was er wel enige sprake van gesjoemel met de stemmen.

## Locatie

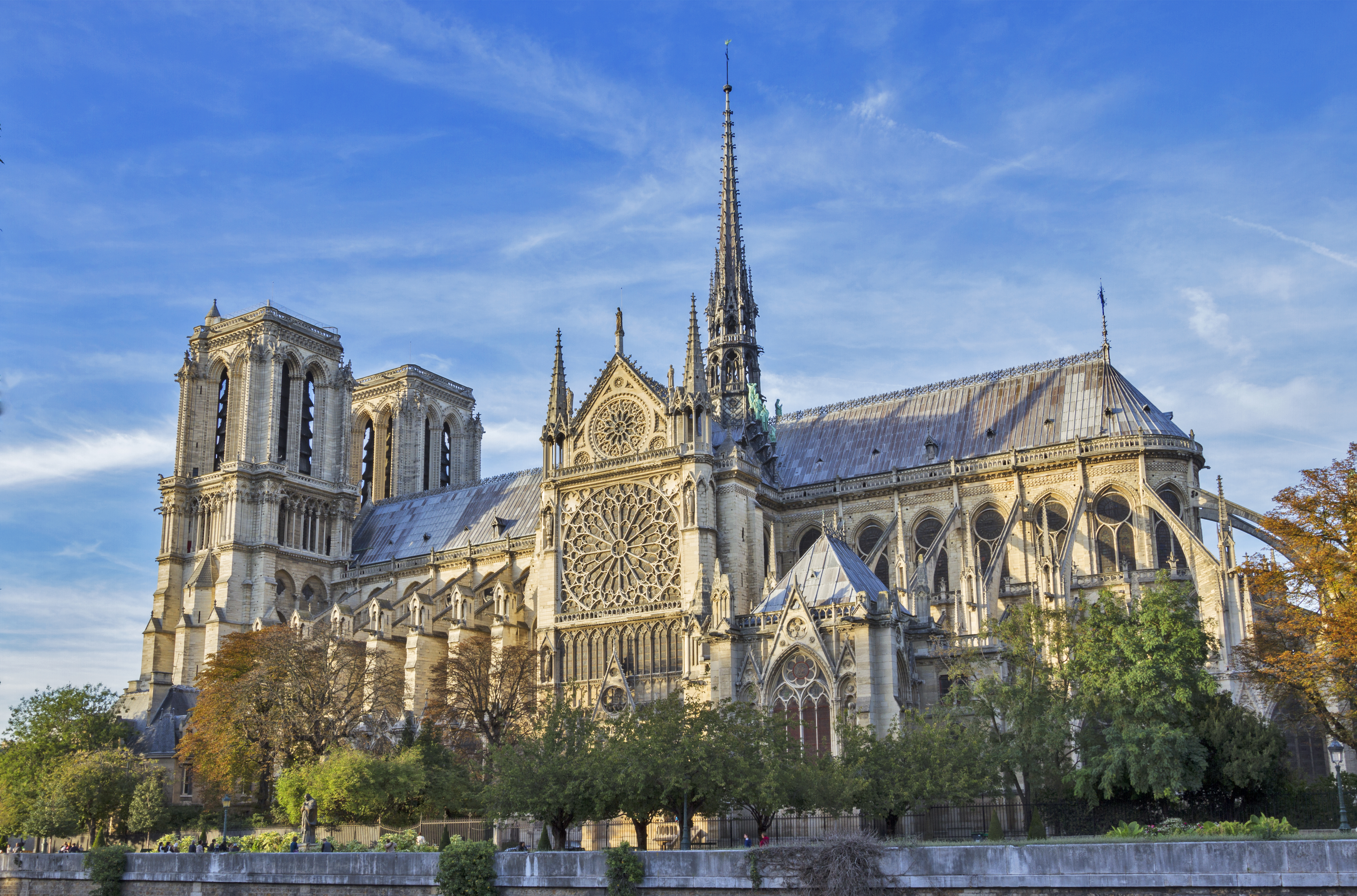
De Notre-Dame van Parijs in 2017, de uiteindelijke plaats waar Napoleons kroning zou plaatsvinden.

Jean-Baptiste Treilhard, lid van de Raad van State, was een van de politici die zich hard maakten voor een burgerlijke ceremonie op het Champ-de-Mars. Toch gaven de mensen in de omgeving van Napoleon de voorkeur aan voor een religieuze ceremonie. Het was voor hen belangrijk dat de ceremonie ging over het construeren van een schijn van legitimiteit door het gebruik van traditie, kostuum en symboliek. Napoleon aarzelde aanvankelijk om de kroning in Parijs te houden. De publieke opinie over het regime was tijdens het proces tegen Moreau lauw te noemen.
De organisatie keek dan ook naar enkele opties buiten Parijs. De kathedraal van Reims was vanouds de plek van de kroning van de Franse koningen geweest en zodoende verworpen ze deze optie. Ook de Dom van Aken kwam ter tafel, omdat dit eens de plek was waar Karel de Grote tot keizer werd gekroond en ook de Duitse keizers hun wijding daar ontvingen. Deze optie veegde de organisatie van tafel omdat de regio rondom Aken te Lutheraans was. De clerici van Orléans stelden hun eigen kathedraal voor, maar deze optie is nooit serieus overwogen.
Hierdoor bleef uiteindelijk Parijs over. Aanvankelijk legde Napoleon de optie van het Champ-de-Mars voor en de Raad van State ging akkoord. Toch kreeg Napoleon bedenkingen en besloot dat het volk uitgesloten moest worden van de gebeurtenis. Door het op het Champ-de-Mars te houden zou het een populistische ceremonie worden. Ook de kans op slecht weer woog mee in de beslissing om de ceremonie uit de openbaarheid te trekken. Daarnaast gaf Napoleon zelf de voorkeur voor het Les Invalides boven de Notre-Dame van Parijs. De discussies over de locatie voor de kroning duurden voort tot het laatste moment.

## Rol van de paus

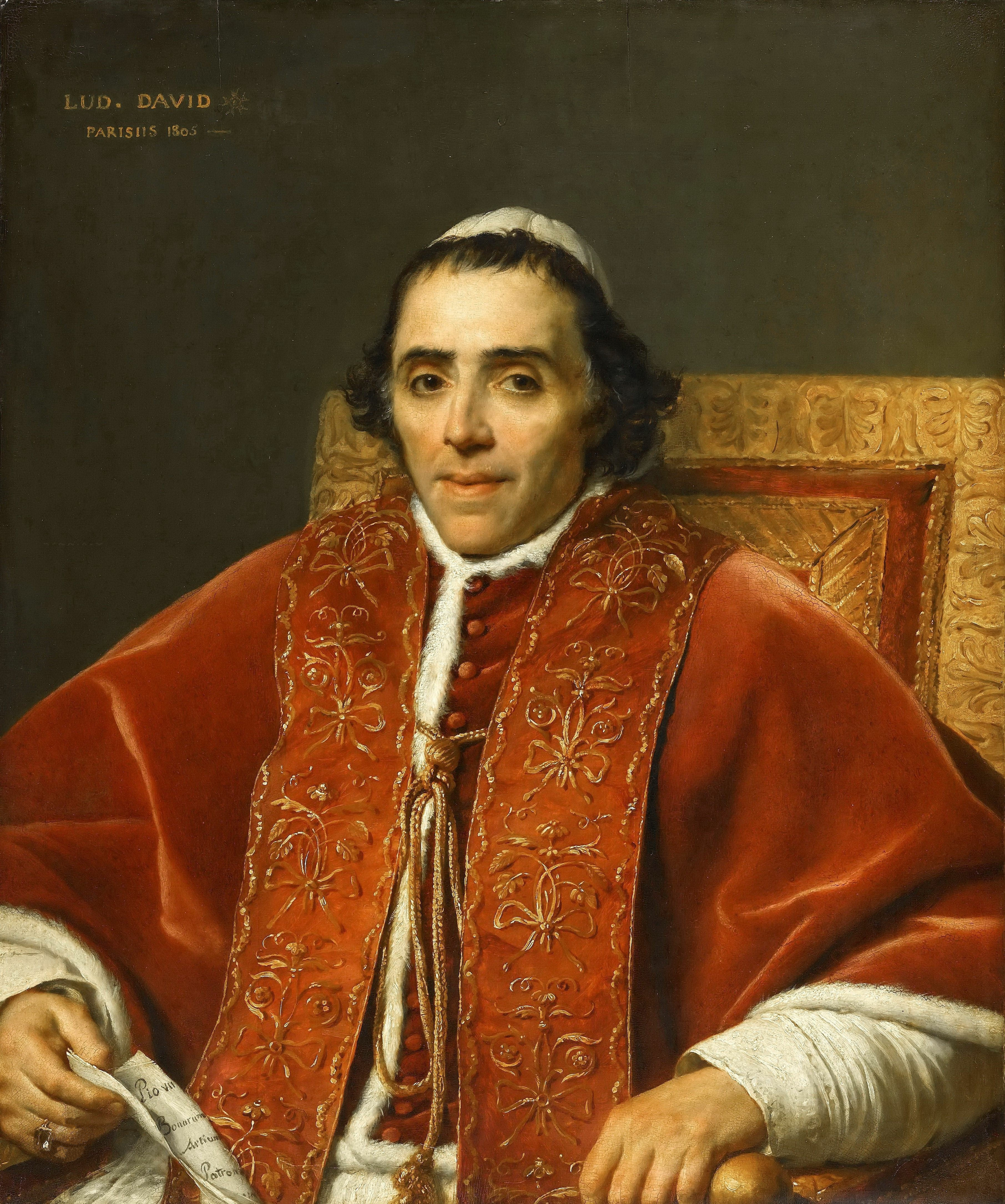
Paus Pius VII, geschilderd door Jacques-Louis David (1805).

Na de machtsgreep van Napoleon in Frankrijk kwam er een proces van normalisering opgang tussen Frankrijk en de Heilige Stoel. Napoleon wilde een nieuw concordaat met paus Pius VII afsluiten en dit leidde tot het Concordaat van 1801. In de allerlaatste fase voegde Napoleon aan het concordaat nog de 77 "Organieke Artikelen" toe, waarmee Napoleon de greep van de staat op de kerk in Frankrijk nog verder verstevigde. Daarnaast vond er geen teruggave van kerkelijk bezit plaats en liepen hierover gesprekken tussen de Franse staat en de Heilige Stoel. Terwijl deze gesprekken nog gaande waren riep Napoleon zich tot keizer uit en ontving de paus een uitnodiging voor de kroning.
De Franse politicus Jean-Étienne-Marie Portalis kwam met het idee om paus Pius VII voor de ceremonie uit te nodigen, zodat de paus Napoleon kon zegenen en op die manier het keizerrijk te transformeren tot een christelijke monarchie. Het was in het verleden slechts tweemaal voorgekomen dat een paus naar Frankrijk afreisde om een koning te kronen, namelijk voor Pepijn de Korte in 754 en voor Lodewijk de Vrome in 816. Het motief voor Napoleon om de paus uit te nodigen was om zijn keizerlijke autoriteit over de paus te laten gelden en daarbij ook zijn leiderschap over de Franse kerk.

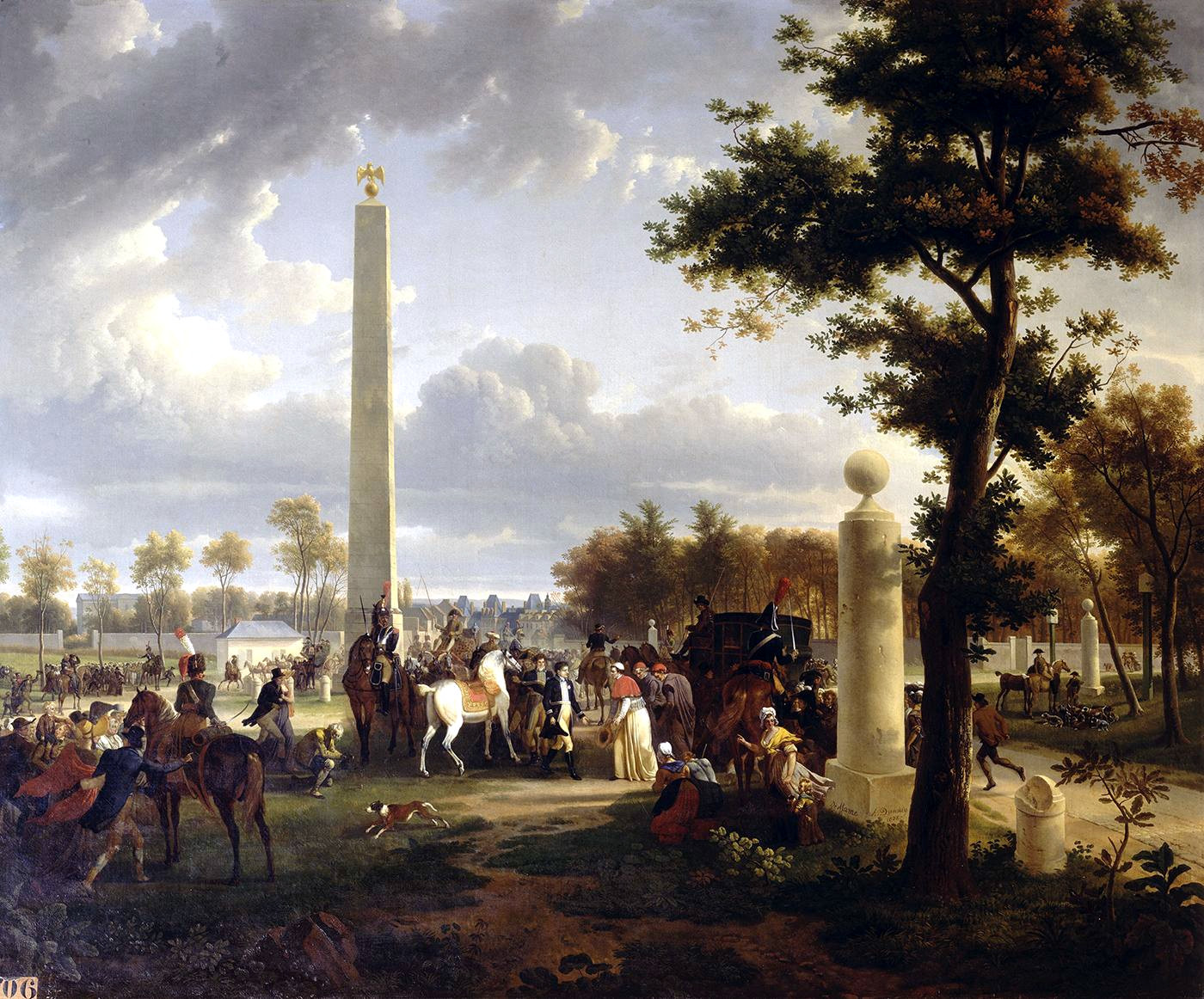
De ontmoeting tussen paus Pius VII en Napoleon bij Fontainebleau op 25 november 1804, geschilderd door Jean-Louis de Marne.

Uiteindelijk gaven de argumenten van Napoleon in de Raad van State de doorslag. Zo zou de aanwezigheid van de paus in Parijs er ook voor zorgen dat diens aanwezigheid de religieuze basis onder de contrarevolutie zou wegsnijden, het zou helpen de nationale verzoening tot stand te brengen waar Napoleon naar streefde en het zou in overeenstemming zijn met de religieuze gevoelens van de meerderheid van de natie. De paus ging op zijn beurt op de uitnodiging in om geen gezichtsverlies te leiden en in de hoop dat hij wat concessies kon afdwingen van de Organieke Artikelen.
Direct bij zijn aankomst kon Pius VII zijn gezag laten gelden. De vrouw van Napoleon, Joséphine de Beauharnais, bekende bij hem dat zij en Napoleon nooit voor de kerk waren getrouwd. Hierop weigerde Pius om de kroning bij te wonen als deze fout niet werd goedgemaakt. Zodoende voltrok Napoleons oom, kardinaal Joseph Fesch, nog diezelfde middag in het geheim een kerkelijke huwelijksplechtigheid. Dit huwelijk was tegen het zere been van de keizer geweest en Napoleon nam op de paus wraak door zijn rol in de kroningsceremonie te verkleinen. Pius mocht slechts beide kronen zegenen en daarmee degradeerde hij hem voor de rest van de ceremonie tot een toeschouwer.

## Organisatie

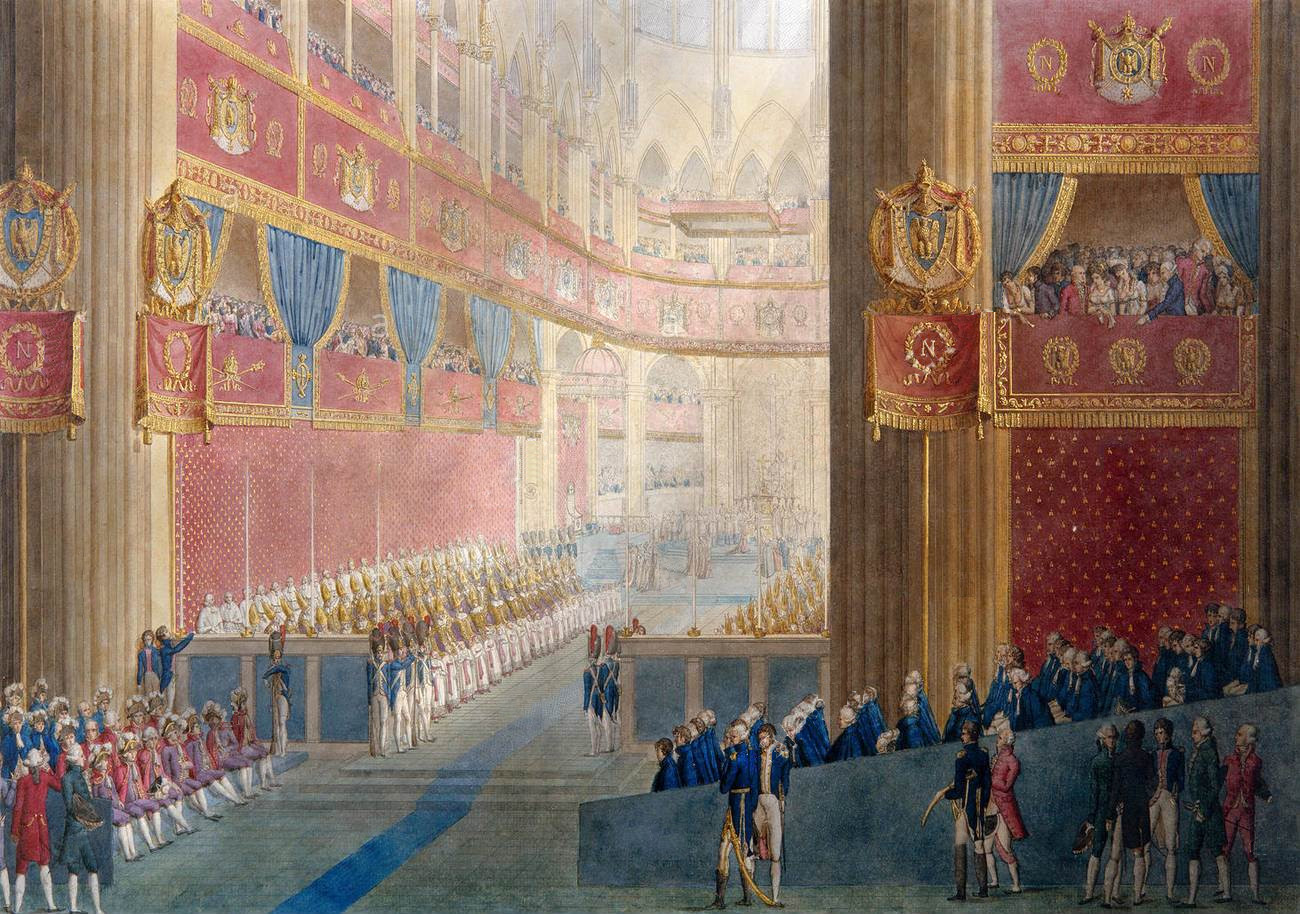
Het interieur van de Notre-Dame door Percier en Fontaine.

Napoleon wilde aanvankelijk de kroning houden op 18 Brumaire (9 november), de dag van zijn machtsovername. Hij was echter afhankelijk van de paus, die zich niet haastte, en uiteindelijk werd 2 december de datum. De organisatie van de kroning stond onder leiding van grootceremoniemeester Louis-Philippe de Ségur en het hoofd van de huishoudelijke dienst van de keizer, Auguste de Rémusat. De logistiek voor het geheel was in handen van Armand Augustin de Caulaincourt. In aanloop naar de kroning werd er ook gerepeteerd in de Notre-Dame en speciaal hiervoor maakte Jean Baptiste Isabey plattegronden van de kerk en een stel poppen die figureerden in de repetities. De componisten Giovanni Paisiello en Jean-François Lesueur waren belast met de muzikale omlijsting van de ceremonie en de muziek die tijdens de kroning was te horen hadden zij gecomponeerd of voor de gelegenheid uitgezocht. De architecten Charles Percier en Pierre-François-Léonard Fontaine waren belast met de aankleding van de Notre-Dame. Zij voegden voor de gelegenheid tijdelijke decoraties en bouwsels toe aan de kerk.

## Ceremonie

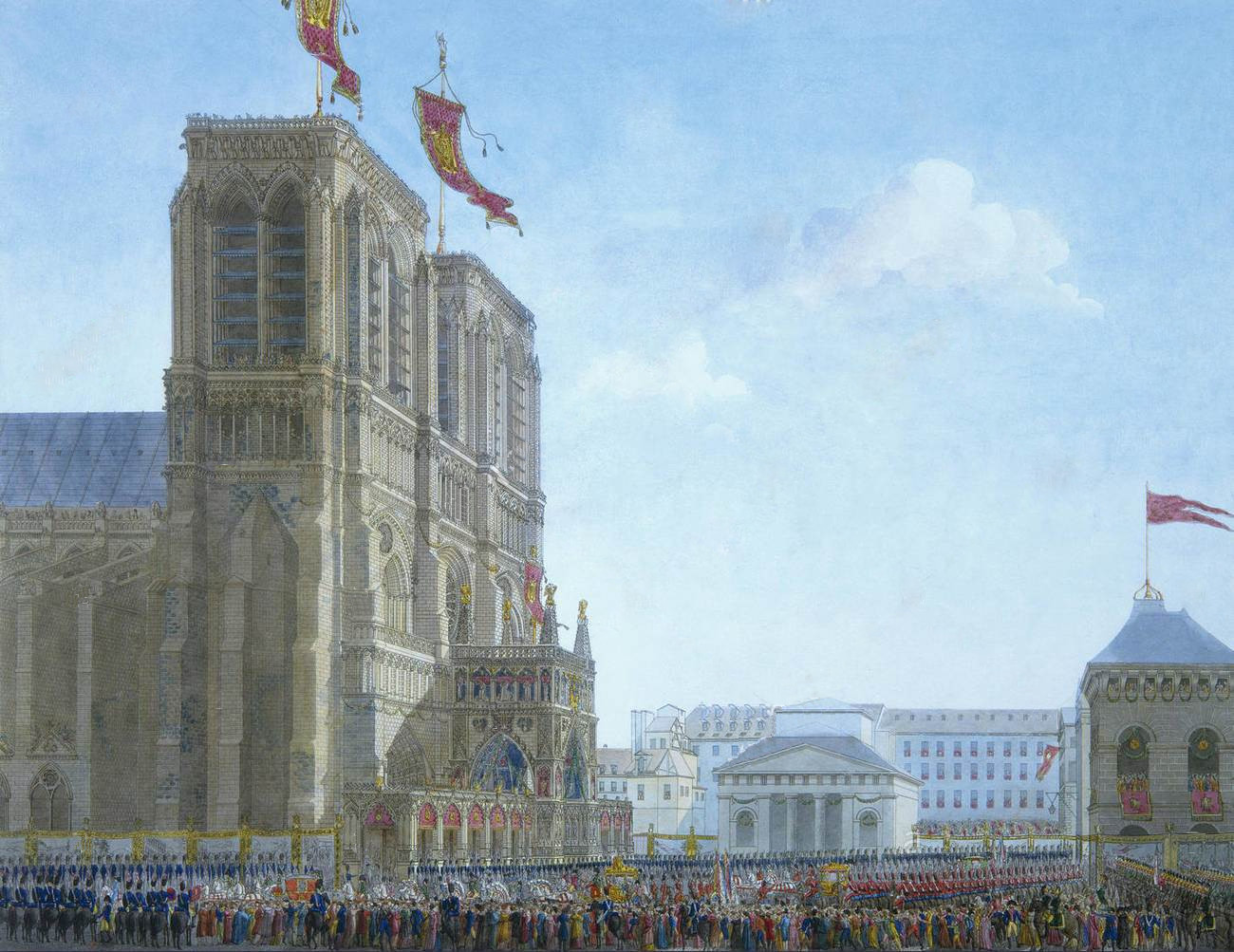
De aankomst van Napoleon en Joséphine bij de Notre-Dame

De ochtend van de kroningsceremonie begon om acht uur met klokgelui en kanonschoten en op dat moment arriveerden de leden van de wetgevende instanties bij de Notre-Dame. Twee uur later arriveerde de paus die op zijn beurt nog twee uur moest wachten op Napoleon. De te kronen keizer vertrok samen met Joséphine om 11 uur bij het Tuilerieënpaleis en een paar honderd ruiters van de cavalerie en fanfares begeleidden de keizerlijke koets richting de kerk. De koets stopte bij het aartsbisschoppelijk paleis en daar ontvingen Napoleon en Joséphine hun ceremoniële mantels. De zussen van Napoleon, Carolina, Pauline en Eilsa Bonaparte, protesteerden hier tegen hun broer, omdat ze de sleep van Joséphine moesten dragen. Napoleon snauwde hen hierop bits af.
Bij het portaal van de Notre-Dame begroette kardinaal Jean Baptiste de Belloy Napoleon en Joséphine en besprenkelde hen met het heilige water. Onder begeleiding van de muziek van Lesueurs kroningsmars maakten ze hun intrede in de kerk. Hierbij begeleidden de kardinalen De Belloy en Cambacérès hen naar de "petit trônes" die voor het altaar waren opgericht.

### Kroning
De symbolen van het Karolingische rijk waren op het altaar van de kerk gelegd en de paus zegende ieder voorwerp voor de kroningsceremonie. Tot deze voorwerpen behoorde het zogenaamde zwaard van Karel de Grote, de Scepter van Karel V, sporen en een pas vervaardigde replica van de kroon van Karel de Grote. Na de zegening ontving Napoleon de regalia, alsook een mantel met gouden bijen die verwezen naar de Merovingen. Hiermee greep Napoleon qua symboliek terug op een oudere geschiedenis dan die van de Bourbons en de Valois en presenteerde hij zich als een opvolger van Clovis I en Karel de Grote. Daarnaast ging Napoleon gekleed in een lange tunica, die teruggreep op de Romeinse Oudheid en hiermee brak hij met de kledingtraditie van de Franse koningen.

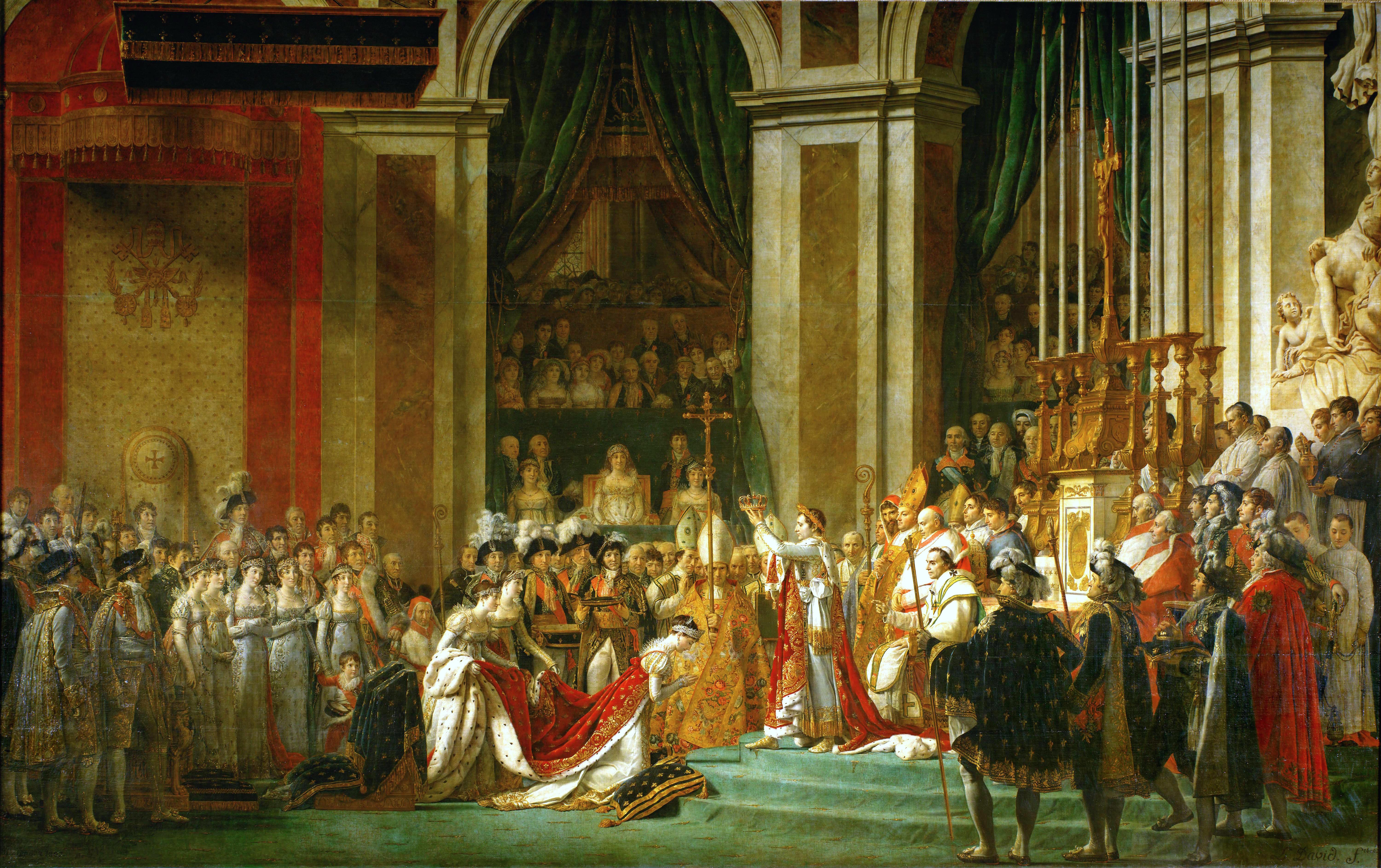
De Franse schilder Jacques-Louis David vereeuwigde het moment waarop Napoleon zijn vrouw Joséphine de Beauharnais kroonde

Vervolgens beklom Napoleon het altaar en nam de kroon uit de handen van de paus om deze zelf op zijn hoofd te plaatsen. De keuze voor de eigenhandige kroning van Napoleon was van tevoren al gepland. Daarnaast had deze actie ook een symbolische betekenis: met deze daad benadrukte Napoleon ook zijn politieke onafhankelijkheid van de paus.
Na zijn eigen kroning knielde Joséphine voor Napoleons voeten waarmee ze liet zien aan hem ondergeschikt te zijn. Vervolgens nam Napoleon de keizerlijke diadeem ter hand en plaatste hij deze, zoals gepland, op het hoofd van zijn vrouw. Na deze handeling haalde hij de kroon van haar hoofd en raakte ermee haar voorhoofd aan. De laatste Franse koningin die gekroond was was Maria de' Medici in 1610. Na de kroning kuste de paus de keizer op de wang en de woorden uit: "Heil aan de keizer in de eeuwigheid!"

### Eedaflegging

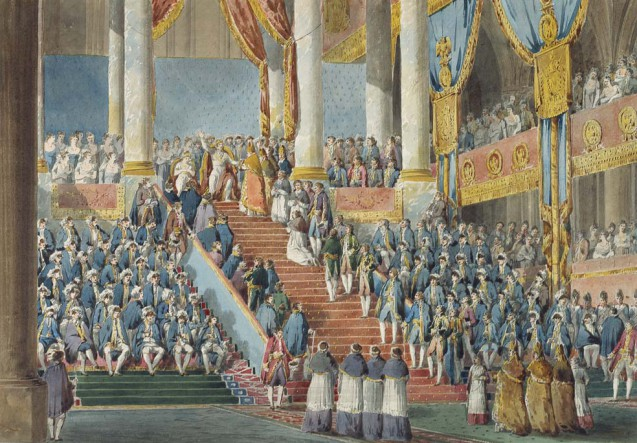
Napoleon legt de eed af tijdens de ceremonie

Met de kroning van Joséphine kwam het eerste gedeelte van de ceremonie ten einde. Napoleon nam vervolgens plaats op de keizerlijke troon met zijn kroon nog steeds op. Daar legde hij met zijn hand op de Bijbel een eed af:

...de integriteit van het grondgebied van de Republiek te handhaven: de wetten van het Concordaat en de vrijheid van godsdienst, politieke en burgerlijke vrijheid en de verkoop van genationaliseerde gronden respecteren en doen respecteren; geen belastingen heffen behalve op grond van de wet; om de instelling van het Legioen van Eer te behouden; om alleen te regeren met het oog op het belang, het welzijn en de glorie van het Franse volk.

Net zoals toen Lodewijk XVI in 1791 constitutioneel koning werd sloot Napoleon net zoals de Bourbonkoning een sociaal contract tussen hem en het Franse volk. Daarnaast belichaamde deze eed ook de waardes van de Franse Revolutie. Zo verschafte de eed een grondwettelijke garantie voor de politieke en burgerlijke vrijheden van de Franse burgers.

## Aanwezigen
In totaal waren er meer dan 20.000 uitgenodigde gasten aanwezig bij de kroning. Onder hen bevonden zich ook 300 genodigden uit de Belgische departementen: onder andere senatoren, prefecten en rechters, maar ook vertegenwoordigers van de erewachten uit diverse Belgische steden.

## Publieke opinie
De kroning had als doel om de legitimiteit van Napoleon te vergroten onder het volk, maar historici zijn het erover eens dat de kroning allerminst een succes was. Onder de Franse republikeinen bestond er ongenoegen over een terugkeer naar de monarchie en zij maakten ook bezwaar tegen de religieuze heropleving. De katholieken verweten Napoleon op hun beurt hoe hij de paus had behandeld en royalisten verwierpen de kroningen ronduit. Voorafgaand aan de ceremonie hingen in Frankrijk al kritische pamfletten over de ceremonie, werden er platte grappen gemaakt en waren er leuzen te vinden op de muren van de Tuilerieën. Het grootste gedeelte van de bevolking was dan ook eerder nieuwsgierig dan enthousiast en was toeschouwer van de rijtocht en het vuurwerk.

## Distributie van de keizerlijke vaandels

De eedaflegging van het Franse leger na het ontvangen van de keizerlijke standaarden, geschilderd door Jacques-Louis David (1810).

Als onderdeel van de ceremonie zou op het Champ-de-Mars het uitreiken van de keizerlijke vaandels plaatsvinden. Aanvankelijk zou dit daags na de kroning plaatsvinden, maar het werd twee dagen uitgesteld omdat Joséphine zich niet goed voelde. Op 4 december begon het 's avonds met regenen waardoor onder meer de stoelen van het keizerlijk paar doorweekt raakten. Bij deze ceremonie kwamen gedelegeerden van de Franse regimenten langs om hun republikeins vaandel in te wisselen voor de keizerlijke adelaars en legden ze een eed van trouw af aan de keizer.